# Acontiola subtilimba
Acontiola subtilimba is een vlinder van de familie van de uilen (Noctuidae). De wetenschappelijke naam van deze soort is voor het eerst voorgesteld als Ozarba subtilimba door Emilio Berio in een publicatie uit 1963.

## Verspreiding
De soort komt voor in Mauritanië, Congo-Kinshasa, Oeganda en Kenia.

## Waardplanten
De rups leeft op Acanthus spec. (Acanthaceae).